# Antic zoo de València
L'antic zoo de València o Jardí zoològic de València, conegut popularment com el Zoo de Vivers, va ser un parc zoològic a la ciutat de València entre 1965 i 2007. En el moment del seu tancament, tenia prop de 160 animals. El 2008 va ser substituït pel Bioparc València.

## Història
El parc zoològic es va crear de forma provisional el 1965 als jardins de Vivers per iniciativa d'Ignacio Docavo Alberti, que va ser el seu director fins que va tancar, l'objectiu inicial era mantenir temporalment allí els animals mentre se cercava un emplaçament més adient per a ells. En un inici comptava amb 1.500 metres quadrats i 22 animals, la majoria provinents de circs i donacions, uns dels primers animals van ser el ximpanzé Tarzán i la lleona Noia. Tan sols tres anys més tard, el 1968, ja allotjava uns 200 animals, entre els quals 74 eren mamífers. En aquests anys ja es van proposar diverses alternatives d'ampliació o trasllat, però cap no va tindre èxit. Durant les següents dècades van continuar arribant nous animals al zoo i tot i petites reformes i ampliacions ocasionals, com en 1997 quan es va aconseguir ampliar-lo fins a 7.000 metres quadrats, no es va produir mai una autèntica gran ampliació.
Amb el temps, va augmentar el nombre de crítiques per les condicions dels animals del zoo i es van promoure noves iniciatives per moure'l a un altre lloc. Finalment, el 31 de juliol de 2007 va tancar les portes i els animals van començar a ser traslladats a altres parcs zoològics d'Europa. Dels prop de 160 animals que hi havia al moment de tancar, tan sols 16 es van quedar a València per ser reubicats al Bioparc.
Després de tancar-lo, es planejava sumar l'àrea de l'antic zoo al parc de Vivers i transformar-lo en un jardí, a més es construiria a partir de les oficines un emplaçament d'uns 1.000 metres quadrats que allotjaria una biblioteca municipal i un museu entomològic, on s'instal·laria una col·lecció donada per Docavo, però els projectes no van progressar i el zoo va quedar abandonat sense cap reforma durant prop de deu anys. L'antic director del zoo va mostrar descontent amb la manca d'iniciativa de l'ajuntament i va decidir donar la col·lecció d'insectes a la Universitat de València. El 2017, finalment, es va dur a terme l'annexió de més de 4.000 metres quadrats a Vivers, que es van convertir en part dels seus jardins.

## Incidències i crítiques

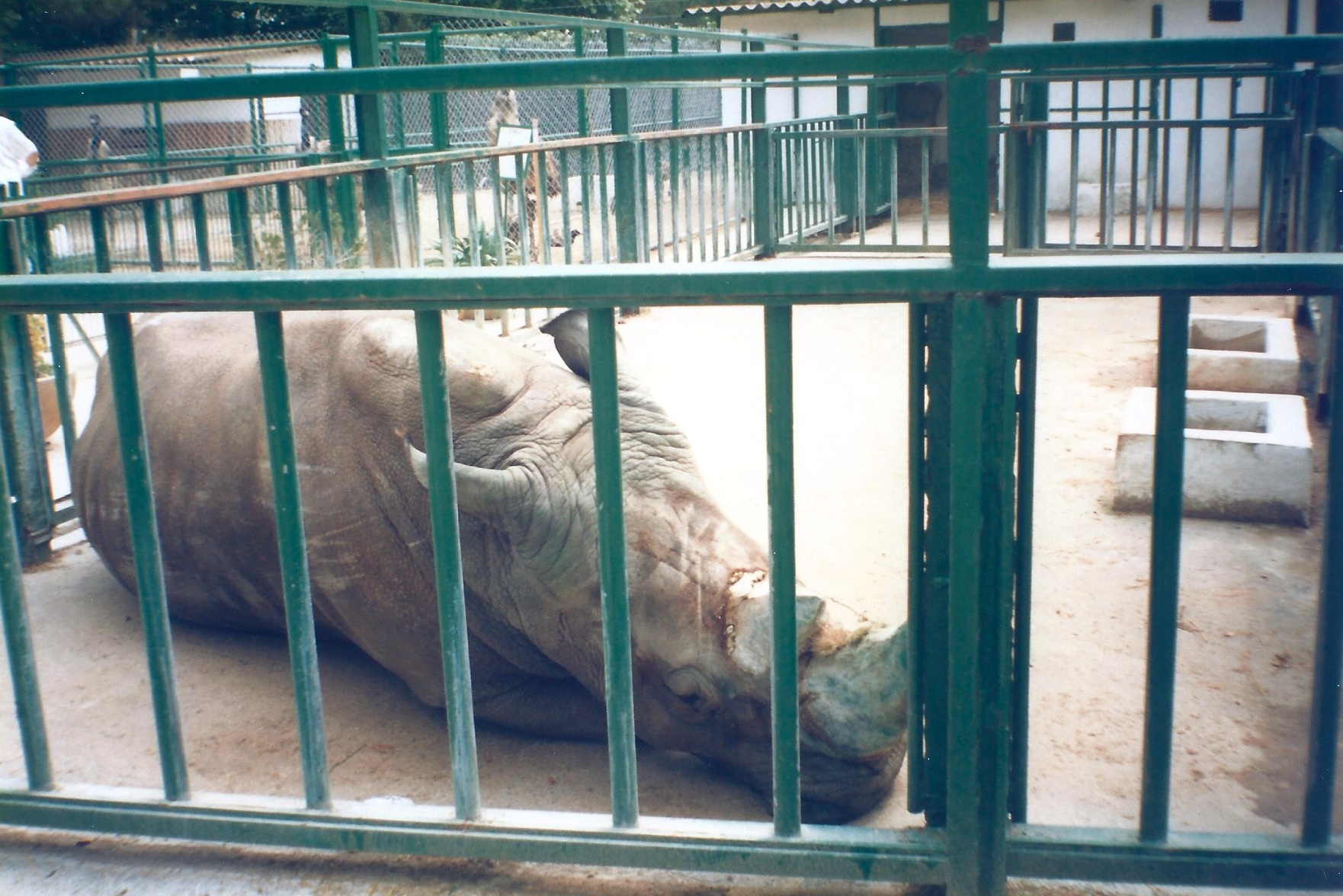
Rinoceront. 1992

Des dels inicis del parc es van produir diversos altercats que el van fer subjecte de crítiques. Ja en 1972 un dels elefants va morir quan un xic de 14 anys va posar claus al seu menjar, al llarg d'aquesta dècada i les següents es van produir diverses morts de diferents animals a causa d'accidents, atacs d'altres animals, malalties o per condicions inapropiades. En algunes ocasions també es van escapar animals, com és el cas del ximpanzé Tarzán. El 2005 un grup de sis ximpanzés es va escapar del zoo i un d'ells, Coco, va ser abatut per la policia.
Les condicions en què es trobaven els animals van ser criticades en nombroses ocasions, en obrir el zoo alguns dels animals es van col·locar en gàbies de circ, amb poca seguretat i llibertat de moviment, i algunes d'aquestes gàbies no es van retirar fins al 1997. Els espais on vivien no eren prou grans pels animals que hi havia i sovint estaven sols i aïllats. Destaca el cas del rinoceront Rómulo, que després de passar 23 anys tancat en un espai reduït, va desenvolupar un greu cas d'estereotipia que consistia a caminar en cercle constantment. Rómulo va començar teràpia tan prompte com es va traslladar al Bioparc, el 2013 va ser portat a una reserva natural en Sevilla i finalment, el 2016 va superar l'estereotípia.
Les autoritats municipals i els responsables del zoo també van ser acusats de deixar en situació d'abandó a alguns dels animals que hi restaven, en especial un orangutan, un mico mangabei i tres hipopòtams, que van ser els últims a ser traslladats. També van quedar en llibertat un grup de titots reials que es passejaven per vivers i sovint s'escapaven, davant la por que produïren algun accident o acabaren atropellats, amb la conversió dels terrenys del zoològic en part dels jardins es va construir un aviari on van ser situats.